# I Se-tol
I Se-tol, anglickým přepisem Lee Se-dol (* 2. března 1983) je jihokorejský profesionální hráč Go výkonnostní třídy 9. dan. V únoru 2016 je na 2. místě v počtu mezinárodních titulů (18) za prvním Lee Chang-ho (21).

## Život
I se narodil v Jižní Koreji roku 1983 a vystudoval Hanguk Kiwon. Je na 2. místě v počtu mezinárodních titulů (drží jich 18) za Lee Chang-ho (drží 21 titulů). Navzdory tomu charakterizuje své zahájení jako "velmi slabé".
I Se-tol je ženatý a má jednu dceru.
V únoru 2013 I Se-tol oznámil, že plánuje opustit profesionální dráhu hráče go během tří let a přestěhovat se do USA, kde se bude věnovat propagaci hry Go.
Hraje na korejském go serveru Tygem pod přezdívkou "gjopok".

## Zápas proti AlphaGo
V březnu 2016 odehrál I zápas sestávající z pěti utkání proti počítači AlphaGo. Systém, který vyvinula společnost zabývající se umělou inteligencí Google DeepMind a jenž využívá hlubokých neurálních sítí, zvítězil poměrem 4:1. V případě výhry by od DeepMind získal I Se-tol milion dolarů, po vítězství AlphaGo však částka putovala na charitativní účely.

Lee Sedol (B) vs AlphaGo (W)

## Tituly
Je 3. v celkovém počtu titulů v Koreji a 2. v počtu mezinárodních titulů.
| Domácí                   | Domácí                     | Domácí               |
| Titul                    | Výhry                      | 2. místo             |
| ------------------------ | -------------------------- | -------------------- |
| Guksu                    | 2 (2007, 2009)             | 1 (2014)             |
| Myungin                  | 3 (2007, 2008, 2012)       | 1(2013)              |
| Siptan                   | 1 (2011)                   |                      |
| GS Caltex Cup            | 3 (2002, 2006, 2012)       | 2 (2007, 2013)       |
| Prices Information Cup   | 3 (2006, 2007, 2010)       | 1 (2008)             |
| Chunwon                  | 1 (2000)                   | 2 (2006, 2008)       |
| KBS Cup                  | 2 (2006, 2014)             | 3 (2001, 2004, 2009) |
| Maxim Cup                | 4 (2005–07, 2014)          | 1 (2013)             |
| Wangwi                   | 2 (2002, 2004)             |                      |
| Baedalwang               | 1 (2000)                   |                      |
| BC Card Cup              | 1 (2002)                   |                      |
| KTF Cup                  | 1 (2002)                   |                      |
| KT Cup                   | 1 (2003)                   |                      |
| SK Gas Cup               | 1 (2002)                   | 1 (2000)             |
| New Pro King             | 1 (2002)                   |                      |
| Paedal Cup               | 1 (2000)                   |                      |
| Olleh KT Cup             | 2 (2010, 2011)             |                      |
| Celkem                   | 27                         | 15                   |
| Kontinentální            |                            |                      |
| China-Korea New Pro Wang | 1 (2002)                   |                      |
| China-Korea Tengen       | 1 (2001)                   |                      |
| Celkem                   | 1                          | 1                    |
| Mezinárodní              |                            |                      |
| Asian TV Cup             | 4 (2007, 2008, 2014, 2015) | 1 (2009)             |
| LG Cup                   | 2 (2003, 2008)             | 2 (2001, 2009)       |
| BC Card Cup              | 2 (2010, 2011)             |                      |
| Samsung Cup              | 4 (2004, 2007, 2008, 2012) | 1 (2013)             |
| Chunlan Cup              | 1 (2011)                   | 1 (2013)             |
| Fujitsu Cup              | 3 (2002, 2003, 2005)       | 1 (2010)             |
| World Oza                | 2 (2004, 2006)             |                      |
| Zhonghuan Cup            | 1 (2005)                   |                      |
| Mlily Cup (梦百合杯)     | 1 (2015/16)                |                      |
| Celkem                   | 18                         | 8                    |
| Celkem za kariéru        |                            |                      |
| Celkem                   | 46                         | 24                   |

### Korejská baduk liga
| Sezóna | Tým                               | Umístění        | Výsledek |
| ------ | --------------------------------- | --------------- | -------- |
| 2007   | Team č.1 Fire Insurance (kapitán) | 4. místo        | 9–5      |
| 2008   | Tým č. 1 Fire Insurance (kapitán) | 4. místo        | 13–3     |
| 2010   | Tým Shinan Chunil Salt (kapitán)  | 1. místo        | 16–2     |
| 2011   | Tým Shinan Chunil Salt (kapitán)  | bude rozhodnuto | 1–2      |

### Čínská A liga
| Sezóna | Tým                   | Umístění | Výsledek |
| ------ | --------------------- | -------- | -------- |
| 2007   | Tým Guizhou (kapitán) | 2. místo | 9–3      |
| 2008   | Tým Guizhou (kapitán) | 2. místo | 8–0      |
| 2009   | Tým Guizhou (kapitán) | 8. místo | 6–4      |